# 玉林市
玉林市（ぎょくりんし、拼音: Yùlín）は中華人民共和国の広西チワン族自治区にある地級市。面積12,839平方キロ、人口732万人（2018年）。

## 地理
広西チワン族自治区の南東部に位置し、梧州市、北海市、欽州市、貴港市と広東省茂名市、湛江市に接する。

## 歴史
1997年4月に玉林市（地級市）の設立。

## 行政区画
2市轄区・1県級市・4県を管轄下に置く。
- 市轄区：
  - 玉州区・福綿区
- 県級市：
  - 北流市
- 県：
  - 容県・陸川県・博白県・興業県

| 玉林市の地図                                   |
| ---------------------------------------------- |
| 玉州区 福綿区 容県 陸川県 博白県 興業県 北流市 |

### 年表
この節の出典

#### 鬱林専区
- 1949年10月1日 - 中華人民共和国広西省鬱林専区が成立。鬱林県・博白県・興業県・陸川県・貴県・北流県が発足。(6県)
- 1951年7月9日 - 鬱林専区が梧州専区と合併し、容県専区の発足により消滅。

#### 広西省容県専区
- 1951年7月9日 - 梧州専区(6県)・鬱林専区(6県)が合併し、容県専区が発足。(11県)
  - 貴県が南寧専区に編入。
- 1952年3月8日 - 桂平県の一部が賓陽専区貴県に編入。(11県)
- 1952年7月 (11県)
  - 賓陽専区貴県を編入。
  - 博白県が欽州専区に編入。
- 1952年8月 (11県)
  - 蒼梧県の一部が平楽専区賀県に編入。
  - 藤県の一部が岑渓県に編入。
- 1953年3月7日 (11県)
  - 柳州専区武宣県の一部が桂平県に編入。
  - 藤県の一部が平南県・蒼梧県に分割編入。
  - 蒼梧県の一部が梧州市に編入。
  - 貴県の一部が柳州専区来賓県、桂西チワン族自治区賓陽専区横県に分割編入。
  - 欽州専区博白県の一部が陸川県に編入。
  - 桂平県、桂西チワン族自治区賓陽専区横県の各一部が貴県に編入。
- 1953年4月10日 - 桂平県・平南県の各一部が平楽専区茘浦県・蒙山県の各一部、柳州専区武宣県・象県の各一部と合併し、平楽専区大瑶山ヤオ族自治区となる。(11県)
- 1953年4月22日 (11県)
  - 桂西チワン族自治区賓陽専区横県の一部(新旺郷・鶴心郷・馬蚌郷・江興郷・思鳳郷・金沙郷・文表郷)が貴県に編入。
  - 貴県の一部(竜田郷・輸橋郷・新竜郷および竜錦郷の一部)が桂西チワン族自治区賓陽専区横県に編入。
- 1953年4月23日 (10県)
  - 興業県が鬱林県・貴県に分割編入。
  - 貴県の一部が桂西チワン族自治区宜山専区来賓県に編入。
- 1953年6月 - 貴県の一部が鬱林県に編入。(10県)
- 1954年11月27日 - 平楽専区賀県の一部が蒼梧県に編入。(10県)
- 1955年5月31日 - 欽州専区浦北県・博白県を編入。(12県)
- 1955年7月9日 - 浦北県が広東省欽廉専区に編入。(11県)
- 1956年3月30日 - 鬱林県が玉林県に改称。(11県)
- 1957年4月11日 - 平楽専区大瑶山ヤオ族自治県の一部が桂平県に編入。(11県)
- 1957年12月20日 - 広西チワン族自治区の成立により、広西チワン族自治区容県専区となる。

#### 広西チワン族自治区容県専区
- 1958年7月19日 
  - 蒼梧県・藤県・岑渓県が梧州専区に編入。
  - 容県・桂平県・平南県・玉林県・陸川県・北流県・貴県・博白県が玉林専区に編入。

#### 玉林地区
- 1958年7月19日 - 容県専区容県・桂平県・平南県・玉林県・陸川県・北流県・貴県・博白県を編入。玉林専区が成立。(8県)
- 1971年 - 玉林専区が玉林地区に改称。(8県)
- 1983年10月8日 - 玉林県が市制施行し、玉林市となる。(1市7県)
- 1988年12月27日 - 貴県が市制施行し、貴港市となる。(2市6県)
- 1994年4月18日 - 北流県が市制施行し、北流市となる。(3市5県)
- 1994年5月18日 - 桂平県が市制施行し、桂平市となる。(4市4県)
- 1995年10月27日 (2市3県)
  - 貴港市が地級市の貴港市に昇格。
  - 平南県が貴港市に編入。
  - 桂平市が自治区直轄県級行政区となる。
- 1997年4月22日 - 玉林地区が地級市の玉林市に昇格。

#### 玉林市
- 1997年4月22日 - 玉林地区が地級市の玉林市に昇格。(1区1市4県)
  - 玉林市が分割され、玉州区・興業県が発足。
- 2013年6月28日 - 玉州区の一部が分立し、福綿区が発足。(2区1市4県)

## 文化
毎年、夏至の時期に犬肉祭り（玉林ライチ犬肉祭）が行われているが、動物愛護団体からの批判を受け、岐路に立たされている。
詳細は、犬食文化#中国の項を参照のこと。

## 交通
鉄道
- 黎湛線（南寧市賓陽県黎塘 - 広東省湛江市）

## 健康・医療・衛生
- 玉林市紅十字会医院
- 玉林市第一人民医院